# Amiga CD32
Amiga CD32 (часто пишеться як CD32 або CD32) — 32-розрядна ігрова приставка на основі CD-ROM. Часто називається першою домашньою 32-розрядної ігровою системою у всьому світі окрім Японії (див. FM Towns Marty). Її запуск відбувся в Музеї науки в Лондоні (Велика Британія) 16 липня 1993, в Європі - у вересні 1993 року. Як основа CD32 використовувався чипсет AGA від Commodore, а її характеристики були схожі на характеристики комп'ютера Amiga 1200. Була передбачена можливість доповнення CD32 клавіатурою, дисководом, жорстким диском і маніпулятором «миша», що перетворювало її в персональний комп'ютер. Також був доступний модуль декодування MPEG-відео, призначений для відтворення Video CD.